# Joe Mantegna
Joseph Anthony "Joe" Mantegna, Jr., född 13 november 1947 i Chicago, Illinois, är en amerikansk skådespelare och exekutiv producent av italiensk härkomst. Han är mest känd för sin roll (röst) i serien Simpsons som maffiabossen Fat Tony, även om han endast räknas som en gästskådespelare i serien.
Han spelar även David Rossi från den tredje säsongen av Criminal Minds.

## Filmografi

### Film
- 1979 – Elvis
- 1984 – The Outlaws
- 1985 – Compromising Positions
- 1986 – Tre Amigos
- 1986 – Hem dyra hem
- 1986 – Polis på hal is
- 1987 – Misstänkt
- 1987 – En bricka i spelet
- 1987 – Kaos på akuten
- 1987 – Fängelserevolten
- 1988 – Ändrade förhållanden
- 1989 – Vänta till i vår, Bandini
- 1990 – Gudfadern del III
- 1990 – Alice
- 1991 – Bugsy
- 1991 – Hatet
- 1991 – Gänget från Brooklyn
- 1992 – Vattenmotorn
- 1992 – The Comrades of Summer
- 1993 – Älska till döds
- 1993 – Oskyldiga drag
- 1993 – Family Prayers
- 1994 – Baby på vift
- 1994 – Airheads
- 1994 – State of Emergency
- 1995 – Utom all misstanke
- 1995 – Glöm Paris
- 1995 – Captain Nuke and the Bomber Boys
- 1995 – Favorite Deadly Sins
- 1996 – Öga för öga
- 1996 – Tid att älska
- 1996 – Vicken loser
- 1996 – Thinner
- 1996 – Albino Alligator
- 1996 – Persons Unknown
- 1996 – Underworld
- 1997 – Face Down
- 1997 – For Hire
- 1997 – Den siste gudfadern
- 1997 – Samtal från det förflutna
- 1998 – Kändisliv
- 1998 – Konstnärligt mord
- 1998 – Airspeed
- 1998 – Jerry and Tom
- 1998 – The Wonderful Ice Cream Suit
- 1998 – Rat Pack
- 1998 – Den siste gudfadern 2
- 1998 – Body and Soul
- 1998 – Hoods
- 1999 – Spenser: Small Vices
- 1999 – Liberty Heights
- 1999 – The Runner
- 1999 – My Little Assassin
- 2000 – Tystnadens Pris
- 2000 – Thin Air
- 2000 – More Dogs Than Bones
- 2001 – Turbulence 3: Heavy Metal
- 2001 – Off Key
- 2001 – Walking Shadow: A Spenser Mystery
- 2001 – Laguna
- 2004 – Stateside
- 2004 – A Very Married Christmas
- 2005 – Edmond
- 2005 – The Kid & I
- 2006 – Club Soda
- 2007 – Elvis and Anabelle
- 2007 – Cougar Club
- 2007 – Naked Fear
- 2007 – American Breakdown
- 2008 – Witless Protection
- 2008 – The Last Hit Man
- 2008 – Redbelt
- 2008 – Hank and Mike
- 2008 – West of Brooklyn
- 2009 – My Suicide
- 2009 – Lonely Street
- 2009 – The House That Jack Built
- 2009 – The Assistants

### TV
- 1989 – Simpsons (TV-serie) (röst)
- 2005 – Criminal Minds (TV-serie)